# Załusków
Załusków – wieś w Polsce położona w województwie mazowieckim, w powiecie sochaczewskim, w gminie Iłów. Ma status sołectwa.
W latach 1975–1998 miejscowość administracyjnie należała do województwa płockiego.
We wsi park podworski z połowy XIX wieku.

## Linki zwewnętrzne
- Załusków, [w:] Słownik geograficzny Królestwa Polskiego, t. XIV: Worowo – Żyżyn, Warszawa 1895, s. 359.